# Topo Chico
Topo Chico est une marque d'eau gazeuse mexicaine nommée d'après la source située au pied de la montagne Cerro del Topo Chico à Monterrey en 1895. L'entreprise est devenue en 1980 la Topo Chico Company puis Arca Continental en 2011 avant que la Coca-Cola Company achète la marque en 2017 pour 220 millions d'USD à Arca.
Bien que n'étant plus associée à la marque Topo Chico, Arca Continental reste un important embouteilleur de Coca-Cola au Mexique et au travers de Great Plains Coca-Cola Bottling Company.

## Historique
Les origines de l'entreprise remontent à la Révolution mexicaine et la création de trois entreprises d'embouteillages dans différentes villes. A Monterrey, la Fabrica de Aguas Minerales de Topo Chico est fondée en 1895 comme un embouteilleur d'eau gazeuse au pied de la montagne Cerro del Topo Chico et fusionne en 1908 avec l'entreprise voisine Fabrica de Aguas Minerales de San Bernabe pour former la Topo Chico Company, elle obtient en 1926 la première franchise de Coca-Cola pour le Mexique,,.
En 1980, le holding Procor prend en charge la Topo Chico Company.
En 2001, les sociétés Procor, Arma et Procor fusionnent sous le nom Embotelladoras Arca, S.A. de C.V. formant le second embouteilleur mexicain et focalisé sur les territoires au Nord du Mexique.
En 2011, Embotelladoras Arca fusionne avec Grupo Continental, un embouteilleur basé à Tampico, Tamaulipas sous le nom Arca Continental. La fusion est estimée à 1,2 milliard d'USD et reste second derrière Coca-Cola FEMSA.
Le 26 octobre 2017, la Coca-Cola Company achète à Arca pour 220 millions d'USD la marque d'eau minérale Topo Chico.